# Cesare Gaetani
Cesare Gaetani, comte della Torre, né le 8 août 1718 à Syracuse et mort dans cette même ville le 26 août 1808, est un poète et antiquaire italien.

## Biographie
Cesare Gaetani nait en 1718, à Syracuse, d’une ancienne famille. Après avoir terminé ses études littéraires sous la direction des jésuites, il se rend à Naples, puis à Rome, où il passe plusieurs années fréquentant les bibliothèques et les cours publics et visitant les musées et les galeries. De retour en Sicile au moment où le prince Gabriele di Torremuzza donne une impulsion si vive à la recherche des antiquités de la Sicile, le comte Gaetani tente d’éclaircir l’histoire de Syracuse. Des fouilles qu’il dirige lui-même lui procurent bientôt une foule de médailles, de vases, de lampes et de statuettes en terre ou en bronze dont il forme un musée. En 1756, il découvre dans les ruines de l’ancien théâtre l’inscription de la reine Philistis, qui, depuis, a fourni le sujet d’un grand nombre de dissertations. En même temps, Gaetani recherche dans les archives de Syracuse les documents propres à répandre du jour sur les phases plus récentes de son histoire. À la suppression de la Compagnie de Jésus, le comte Gaetani ne croit pas déroger en acceptant la chaire de philosophie morale à l’université de Syracuse. Il choisit pour base de ses leçons le traité De officiis de Cicéron ; la lecture assidue de cet ouvrage lui fit naître l’idée de son poème I doveri dell’uomo (1790, in-8°), inconnu en France, mais dont les journaux italiens dans le temps, et plus récemment Antonio Lombardi (Storia della letterat. italiana, t. 5), parlent avec éloge. Cesare Gaetani mourut à Syracuse, au mois d’août 1808, âgé de 90 ans.

## Œuvres
Toutes les recherches de Gaetani sur les monuments, les inscriptions et les franchises de Syracuse forment plusieurs volumes in-folio, qui sont conservés dans la bibliothèque de cette ville. Indépendamment d’une foule de dissertations insérées dans les Opuscoli di autori siciliani, recueil dans le genre du Magasin encyclopédique, il a publié plusieurs petits poèmes de circonstance.
Ses principaux ouvrages sont :
- Dissertazione istorico-apologetico-critica intorno all’origine e fondazione della chiesa di Siracusa, Rome, 1748, in-4° ;
- Dialoghi sacri, 1748-49, 2 vol. in-8° ;
- Opticarum quæstionum dissertationes, Palerme , 1754, in-8° ;
- Piombi antichi mercantili dissert., 1775, in-8°, fig. ; c’est une suite à l’ouvrage de Ficoroni ;
- Odi di Anacreonte e gl’idilli ed epigrammati di Teocrito, Mosco e Bione, trad. in versi italiani, 1776, in-4°. Gamba cite une édition in-8° de la traduction de Théocrite, qu’il nomme gracieuse ;
- Osservazioni sopra un antico cammeo, 1778, in-8° ;
- Egloghe pescatorie, 1787, in-8°.

## Sources
« Gaetano della Torre (le comte Cesare) », dans Louis-Gabriel Michaud, Biographie universelle ancienne et moderne : histoire par ordre alphabétique de la vie publique et privée de tous les hommes avec la collaboration de plus de 300 savants et littérateurs français ou étrangers, 2e édition, 1843-1865 [détail de l’édition]